# Pittsburgh Open 1984
Il Pittsburgh Open 1984 è stato un torneo di tennis giocato sul sintetico indoor. È stata la 3ª edizione del torneo, che fa parte del Virginia Slims World Championship Series 1984. Si è giocato a Pittsburgh negli USA dal 23 al 29 gennaio 1984.

## Campionesse

### Singolare
Andrea Leand ha battuto in finale  Pascale Paradis con il punteggio di 0–6, 6–2, 6–4

### Doppio
Christiane Jolissaint /  Marcella Mesker hanno battuto in finale  Anna-Maria Fernández /  Trey Lewis con il punteggio di 7–6, 6–4